# AEZ Zakaki
AEZ Zakaki (gr. Αθλητική Ένωση Ζακακίου) – cypryjski klub piłkarski, mający siedzibę w dzielnicy Zakaki miasta Limassol na południu kraju.

## Historia
Chronologia nazw:
- 1956: AEZ Zakaki (gr. ΑΈ Ζακακίου)

Klub piłkarski AEZ został założony w miejscowości Zakaki w roku 1956. Do 1985 zespół występował w mistrzostwach regionalnych Związku Piłkarskiego Limassol, którym jest również jednym z założycieli organizacji. Latem 1985 Cypryjski Związek Piłki Nożnej (CFA) postanowił stworzyć kategorię D (IV liga). AEZ jako jedyny został wybrany z grupy klubów do udziału w rozgrywkach kategorii D i tym samym dołączył do grona CFA. W tym czasie kategoria D została podzielona na trzy grupy. AEZ startował w grupie Limassol-Pafos. W swoim pierwszym sezonie 1985/86 zespół zakończył na drugim miejscu, zabrakło jednego punktu od pierwszego miejsca, które doprowadziłoby do III ligi. W następnym sezonie zdobył mistrzostwo swojej grupy i został promowany w kategorii G (III liga). W sezonie 1988/89 zespół zajął drugie miejsce w lidze i po raz pierwszy awansował do kategorii B (II ligi). Debiut był nieudanym - 13. miejsce i spadek do III ligi. W kolejnym sezonie znów spadek, tym razem do IV ligi. Po dwóch sezonach spadkowych nastąpiły 2 sezony zwycięskie i klub wrócił do II ligi. W sezonie 1996/97 zespół zajął przedostatnie 13. miejsce i po raz drugi spadł z II ligi, ale po roku wrócił znów do niej. W sezonie 2001/02 ponownie zaliczył spadek do III ligi, w której grał potem przez 10 sezonów. W sezonie 2011/12 po zdobyciu 3. miejsca wrócił do drugiej ligi. Po zakończeniu sezonu 2015/16 uplasował się na drugiej lokacie i zdobył historyczny awans do pierwszej ligi.

## Sukcesy

### Trofea międzynarodowe
Nie uczestniczył w rozgrywkach europejskich (stan na 31-05-2016).

### Trofea krajowe
| \| \| Zdobyte trofea w rozgrywkach Cypru (stan na: 31-05-2016) \| |                                                          |      |                    |
| Rozgrywki                                                         | Osiągnięcie                                              | Razy | Sezon(y)           |
| Mistrzostwo                                                       | I miejsce                                                | 0    |                    |
| Mistrzostwo                                                       | II miejsce                                               | 0    |                    |
| Mistrzostwo                                                       | III miejsce                                              | 0    |                    |
| Mistrzostwo                                                       | ?. miejsce                                               | 1    | 2016/17            |
| Puchar                                                            | zdobywca                                                 | 0    |                    |
| Puchar                                                            | finalista                                                | 0    |                    |
| Puchar                                                            | 1/8 finału                                               | 2    | 1999/2000, 2001/02 |
| II liga                                                           | I miejsce                                                | 0    |                    |
| II liga                                                           | II miejsce                                               | 1    | 2015/16            |
| II liga                                                           | III miejsce                                              | 1    | 2013/14 (grupa B2) |
| Cypr                                                              | Zdobyte trofea w rozgrywkach Cypru (stan na: 31-05-2016) |      |                    |

- Kategoria „G” (III poziom):
  - mistrz (2): 1992/93, 1997/98
  - wicemistrz (1): 1988/89
  - 3. miejsce (2): 1987/88, 2011/12

## Stadion
Klub rozgrywa swoje mecze domowe na stadionie Miejskim w gminie Zakaki w południowo-zachodniej części miasta Limassol, który może pomieścić 2000 widzów.

## Piłkarze
Stan na 11 czerwca 2016:
| Nr | Poz. | Piłkarz                                              |
| -- | ---- | ---------------------------------------------------- |
| 1  | BR   | Athos Chrysostomou                                   |
| 3  | OB   | Lefteris Sakellariou                                 |
| 4  | OB   | Tawonga Chimodzi                                     |
| 6  | OB   | Sergios Panayiotou                                   |
| 7  | NA   | Ismail Sassi                                         |
| 8  | OB   | Marco Aurélio                                        |
| 9  | NA   | Andreas Pittaras                                     |
| 10 | PO   | Nicolás Villafañe                                    |
| 11 | PO   | Yiannis Pachipis                                     |
| 12 | OB   | Stylianos Stylianou (wypożyczony z Apollon Limassol) |
| 13 | OB   | Ibrahim Walidjo                                      |
| 15 | OB   | Nebojša Skopljak                                     |
| 20 | OB   | Pantelis Kyriacou                                    |
| 21 | BR   | Mateusz Taudul (wypożyczony z AEK Larnaka)           |

| Nr | Poz. | Piłkarz                                              |
| -- | ---- | ---------------------------------------------------- |
| 22 | OB   | Christos Antoniou                                    |
| 23 | NA   | Konstantinos Pangalos                                |
| 25 | OB   | Panayiotis Ioannou                                   |
| 28 | NA   | Francisco Di Franco (wypożyczony z Apollon Limassol) |
| 29 | PO   | Andreas Mammides                                     |
| 30 | PO   | Simos Krassas                                        |
| 32 | PO   | Antonis Katsis                                       |
| 33 | NA   | Andreas Christou                                     |
| 50 | OB   | Constantinos Alexandrou                              |
| 77 | OB   | Valentinos Pastelis                                  |
| 88 | NA   | Félicien Gbedinyessi                                 |
| 90 | BR   | Ellinas Sofroniou                                    |
| 95 | NA   | Endrick (wypożyczony z Apollon Limassol)             |
| 99 | NA   | Kristis Andreou                                      |